# グランドキャニオン空中衝突事故
グランドキャニオン空中衝突事故は、1956年にアメリカ合衆国で発生した旅客機同士による航空事故（空中衝突）である。
事故の要因として、有視界飛行や航空管制の不備が指摘されたため、航空行政の改善の契機となった。

## 事故の概要

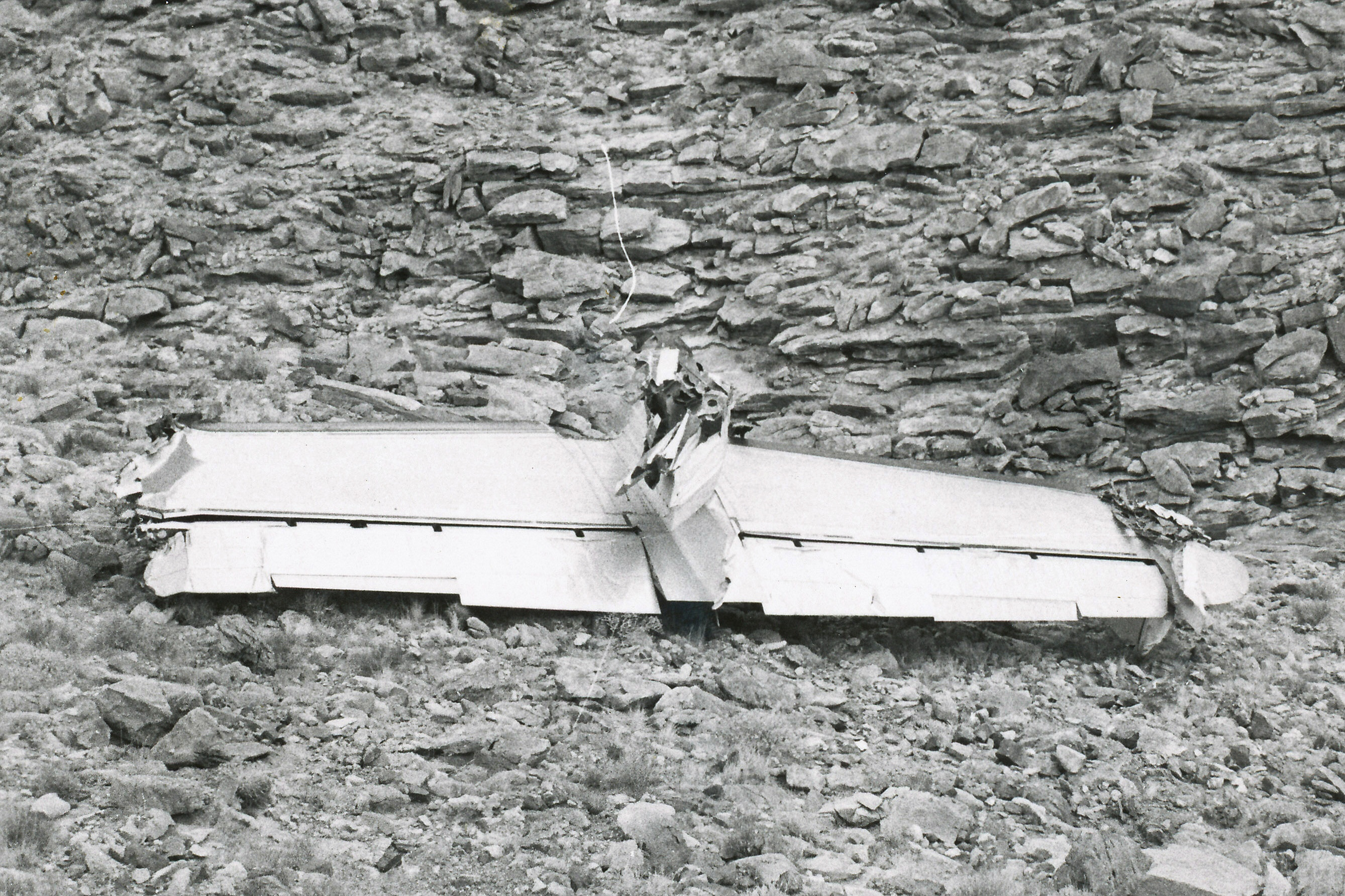
衝突で切断されたTWA機の尾翼。スーパーコンステレーション特有の3枚の垂直尾翼がなくなっている。（CABによる調査中にパークレンジャーが撮影）

1956年6月30日の土曜日の朝、アメリカ西海岸のカリフォルニア州ロサンゼルスから、2機のレシプロ大型4発旅客機が東に向けて飛行していた。
トランス・ワールド航空（以下TWA）2便はミズーリ州カンザスシティ行きであり、ロッキードL1049スーパーコンステレーション（機体記号：N6902C、愛称:Star of the Seine）で運航されていた。もう一機のユナイテッド航空718便（以下UA）はイリノイ州シカゴ（ミッドウェー空港）行きであり、ダグラス DC-7（機体記号:N6324C、愛称:Mainliner Vancouver）で運航されていた。
TWA2便は、乗員6名と、乗客64名が搭乗して、31分遅れの午前9時01分（アメリカ西部夏時間、以下同じ）に離陸し、カリフォルニア州ダゲットを経由しコロラド州トリニダードに向けて飛行していた。続いてUA718便も、午前9時4分に乗員5名と乗客53名が搭乗して離陸し、カリフォルニア州パームスプリングスを通過後、カリフォルニア州ニードルズ、ペインテッド・デザート（ユタ州ブライス・キャニオンとアリゾナ州ウィンズロウのVORを結んだ通過線）、コロラド州デュランゴなどを経由しミズーリ州セントジョセフに向かって高度21,000フィートで飛行していた。事前に提出されていたフライトプランでは、TWA機の巡航速度は500km/h（270ノット）、UA機は530km/h（288ノット）であり、後から離陸したUA機の方が速かったが、いずれも計器飛行であり、許可された巡航高度も航空路も違っていたため、フライトプラン通りであれば、衝突する危険性は無かった。
TWA2便はダゲット上空で、巡航高度を21,000フィートに変更できないかと、自社のオペレーターを通じて航空管制官に許可を要請したが、すでにUA718便に与えられていたため、拒否された。代わりに雲の層の上1000フィートを飛行する許可を与えたが、しかし皮肉にもこのときの雲頂高度が20,000フィートであったことが後で判明した。そのため両機は、同じ飛行高度を取ることになった。
しかも当時は、操縦乗員の判断で計器飛行をキャンセルし、航空路をショートカットして近道することが容認されており、両機とも航空路を逸脱しグランドキャニオン渓谷上空で交差するコースを飛行することになった。そのため、速度の速いUA718便がTWA2便に後ろから追いつこうとしていた。
UA718便は9時58分にニードルズで位置を報告し、9時58分時点でニードルズを21,000フィートで通過中であり10時31分にペインテッド・デザートを通過予定であると報告した。TWA2便は9時59分にラスベガスで位置を報告し、9時55分にモハーベ湖を通過し21,000フィートで飛行中、10時31分にウィンズロウのVOR（ペインテッド・デザート）を通過予定であると報告した。
両機からのソルトレイクシティ航空管制への最後の通信は、それぞれペインテッド・デザートという定められていた通過線附近を飛行中の午前10時31分に行われたが、TWA2便の通信が突然沈黙した。一方のUA718便からの最後の通信が入ってきたが、それもすぐに沈黙した。後に718便の通信は"Salt Lake, United 718...ah... we are going in."（ソルトレイク、こちらユナイテッド718便...我々は突っ込んでしまう！）と云いかけていたことが判明した。
UA718便は右に急旋回して、衝突回避しようとしたが、間に合わなかった。その瞬間にUA718便の左主翼がTWA2便の中央垂直尾翼に接触し、UA718便の第一エンジンのプロペラブレードがTWA2便の後部胴体を切り裂いてしまった。そのためTWA2便は急減圧に見舞われ、急降下して墜落した。一方のUA718便も左主翼を喪失したため、ゆっくりと降下し、2便から1.5km離れた地点に墜落した。2機はともにグランドキャニオン渓谷のコロラド川とリトルコロラド川が合流する地点近くの西岸に墜落しているのを翌日発見されたが、両機に搭乗していた128名に生存者はいなかった。両機の残骸は炎上したうえ、回収困難な場所に散らばっていたため、遺体の収容のためにスイスから山岳救助隊の支援も受けた。
回収された遺体は損傷が酷かったため当時の技術ではほとんど特定できず、UA718便の犠牲者のうち未確認の29人がグランドキャニオン・パイオニア墓地に埋葬された。TWA2便の乗客と乗組員のうち66人は、アリゾナ州フラッグスタッフの市民墓地にある集団墓地に埋葬された。
その後、数年をかけて事故現場の残骸はほとんどが回収されたが、今もなおいくつかは残されている。

## 事故原因
当時の航空機には、フライトレコーダーなどといった装置は搭載されていないため、詳細な経過は判明しなかったが、空中衝突したのは「双方の旅客機操縦乗員の見張り不足であった」と推定された。
航空管制官は両機に対して、双方の情報を伝えていなかった。事故調査を担当したアメリカ民間航空委員会（CAB）は公聴会で、この点を管制官に尋ねたが、「両機が通過していたペインテッド・デザートの通過線は約280kmの幅があり、実際にどこを通過するか特定できない」と証言した。また、通過予定時間が同じであっても、必ずしも危険ではないことと、空中衝突地点は航空管制区域外であり、そのうえ通過線よりも3分ほど飛行した地点であり、把握することが出来なかったこと。そして両機は有視界飛行方式で飛行していたのであるから、原則どおり操縦乗員は自己責任に基づいて視認飛行しなければならないことを主張した。
他方、この事故の背景に、当時の航空管制に対する問題が指摘されたことから、アメリカ政府は、「定期旅客便は原則としてフライトプラン通りに計器飛行方式で飛行すること」を義務付け、航法システムや航空管制システムを近代化するために、多くの予算を投入した。

## 事故後

### アメリカ合衆国国定歴史建造物への指定
2014年4月、事故現場がアメリカ合衆国国定歴史建造物に指定された。航空事故の発生現場が国定歴史建造物に指定されたのは初めてのことである。事故現場の正確な位置は依然明らかにされておらず、公式に発表された推薦書 (nomination form) は一部黒塗りである。また現場は1950年代以降一般人が立ち入ることができない。グランドキャニオンのどこかであると考えられるその現場が仮に明らかになったとしても、人里から非常に離れた地であることから到達するのは困難であると考えられている。

## 備考
- 奇しくもユナイテッド航空とトランス・ワールド航空の両社の旅客機は、1960年ニューヨーク空中衝突事故を起こしている。

## ギャラリー

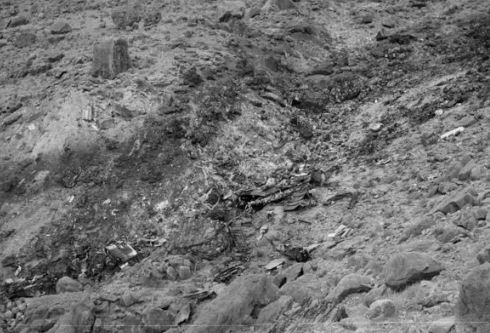
墜落現場
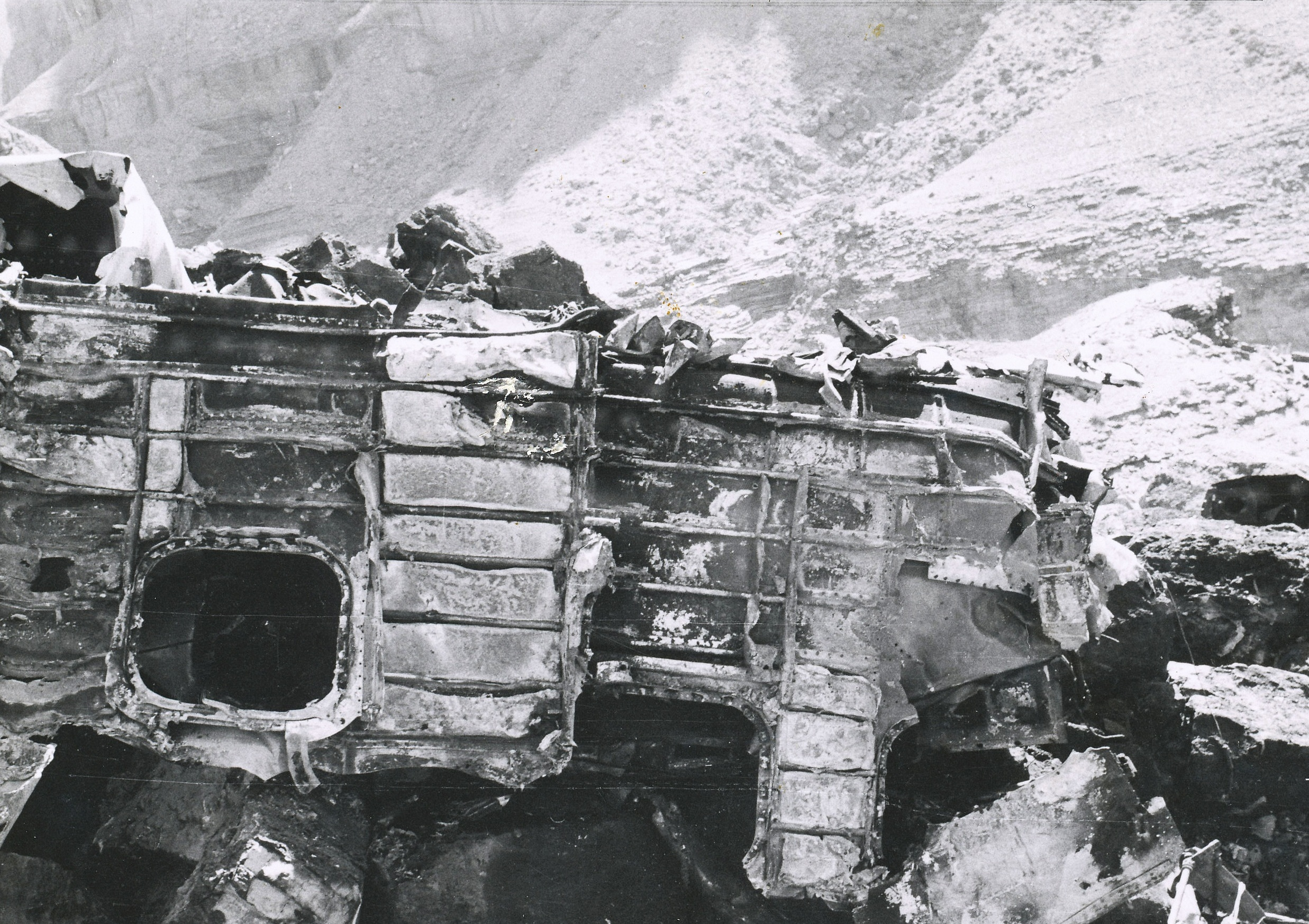
002便の残骸
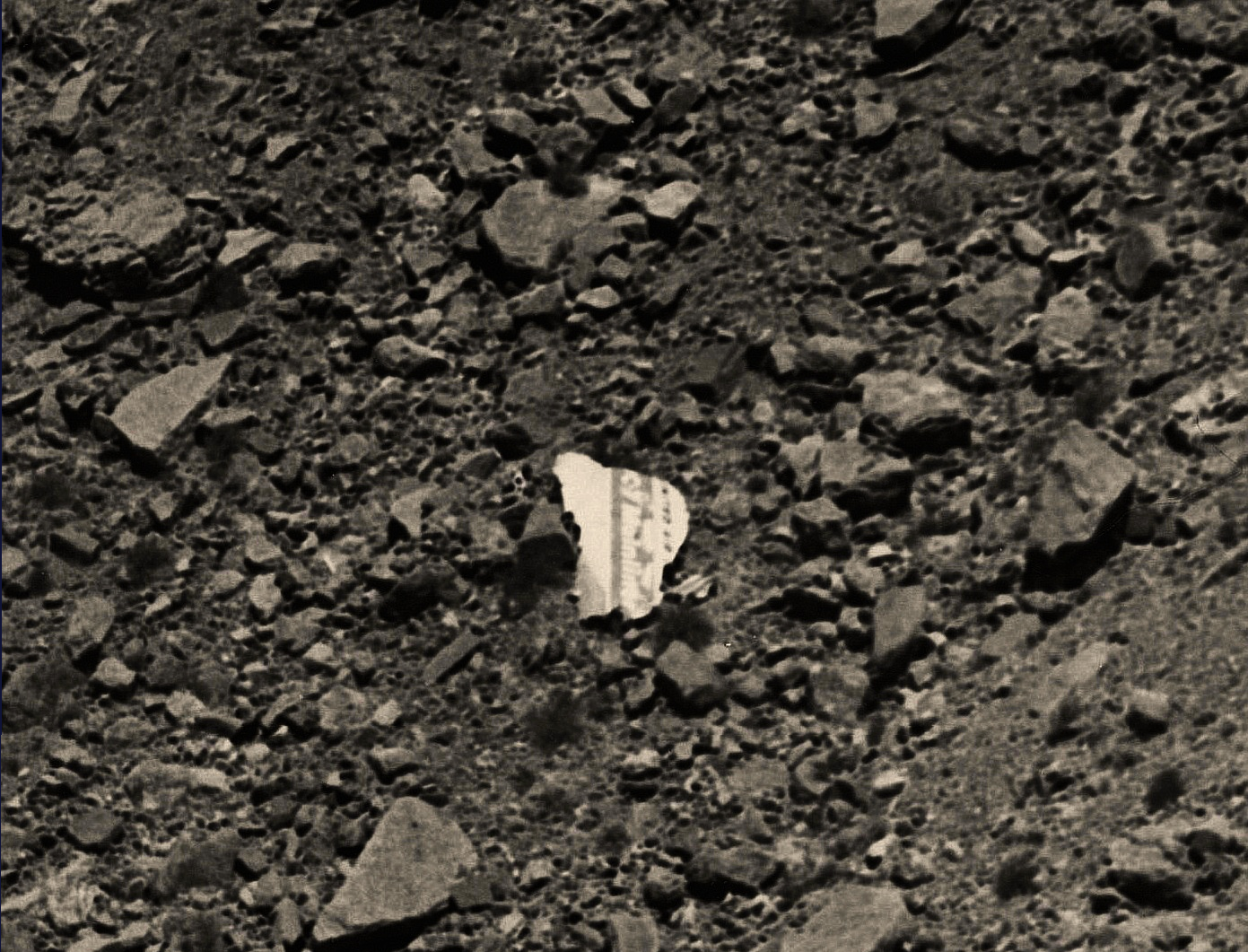
718便の残骸

## 類似事故
- 全日空機雫石衝突事故 - 1971年、訓練中だった航空自衛隊のF-86が全日空のボーイング727と衝突した。F-86のパイロットは脱出して生存したが、全日空機に乗っていた162人は全員が死亡した。原因には諸説あるが、この事故を期に日本では航空事故調査委員会（後の航空・鉄道事故調査委員会、運輸安全委員会）が発足し、日本全国でレーダー網や空港の拡充が本格化した。

## この事故を扱った番組
- 『メーデー！ 航空機事故の真実と真相』第10シーズン第6話「Grand Canyon Disaster」（グランドキャニオンの惨事）
番組では両機が所定の飛行ルートを逸脱してグランドキャニオン上空を通過しようとしたことに関し、この当時は乗客へのサービスの一環として時間や天候が許せばパイロットが独断で飛行ルートを変更して景勝地へ向かうことはよくあったとした上で、事故の遠因との一つとしている。